# 두물머리
두물머리는 일반적으로 두 강물이 머리를 맞대듯이 만나 하나의 강으로 흐르는 곳의 지명으로 사용되는데, 합수머리, 두머리, 이수두(二水頭), 양수두(兩水頭) 등으로도 불린다. 경기도 양평군 양서면 양수리(兩水里)에 위치한 북한강과 남한강이 하나의 강으로 합쳐지는, 한강으로 흐르는 지점을 뜻하기도 한다.

## 갤러리

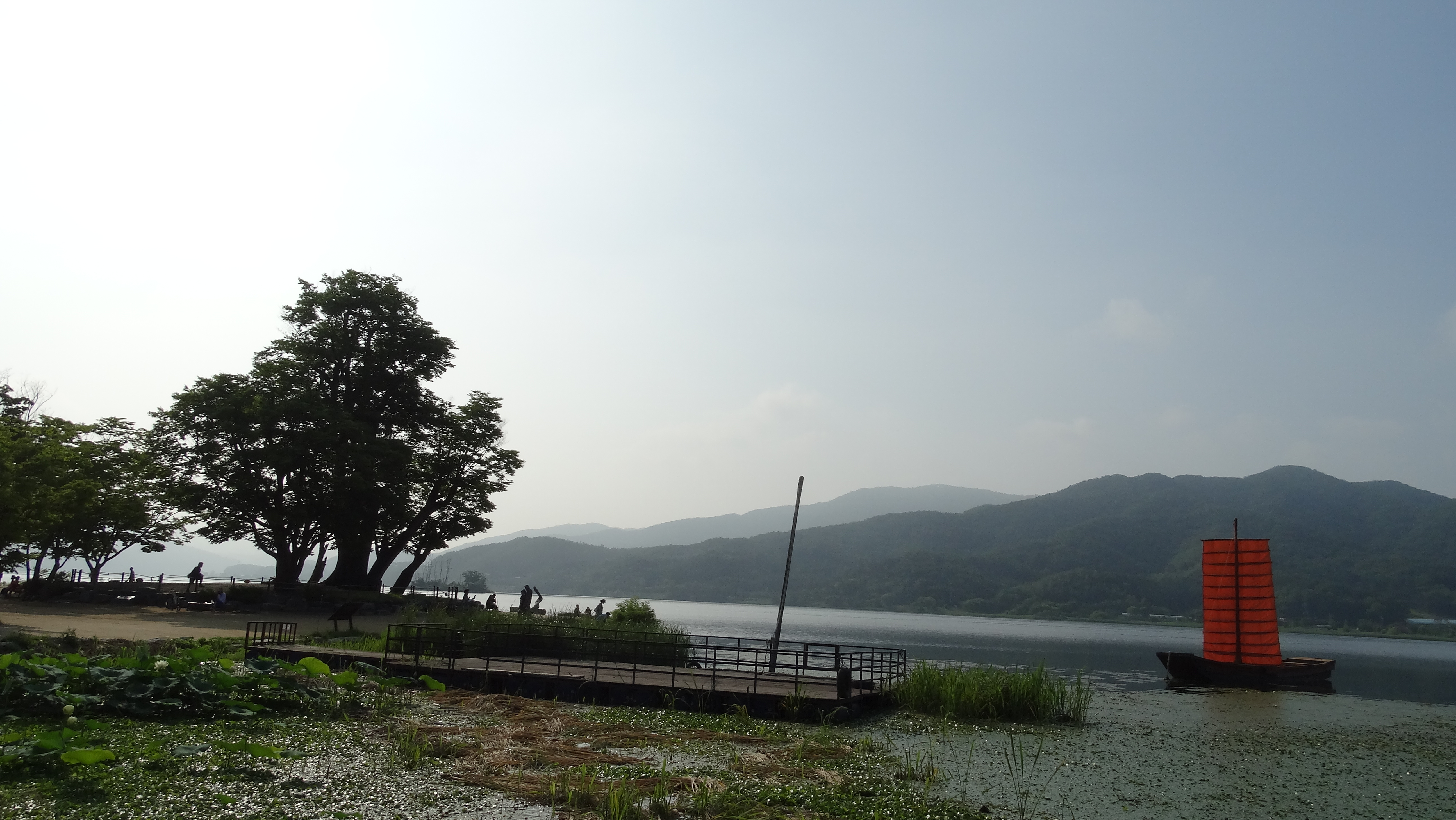
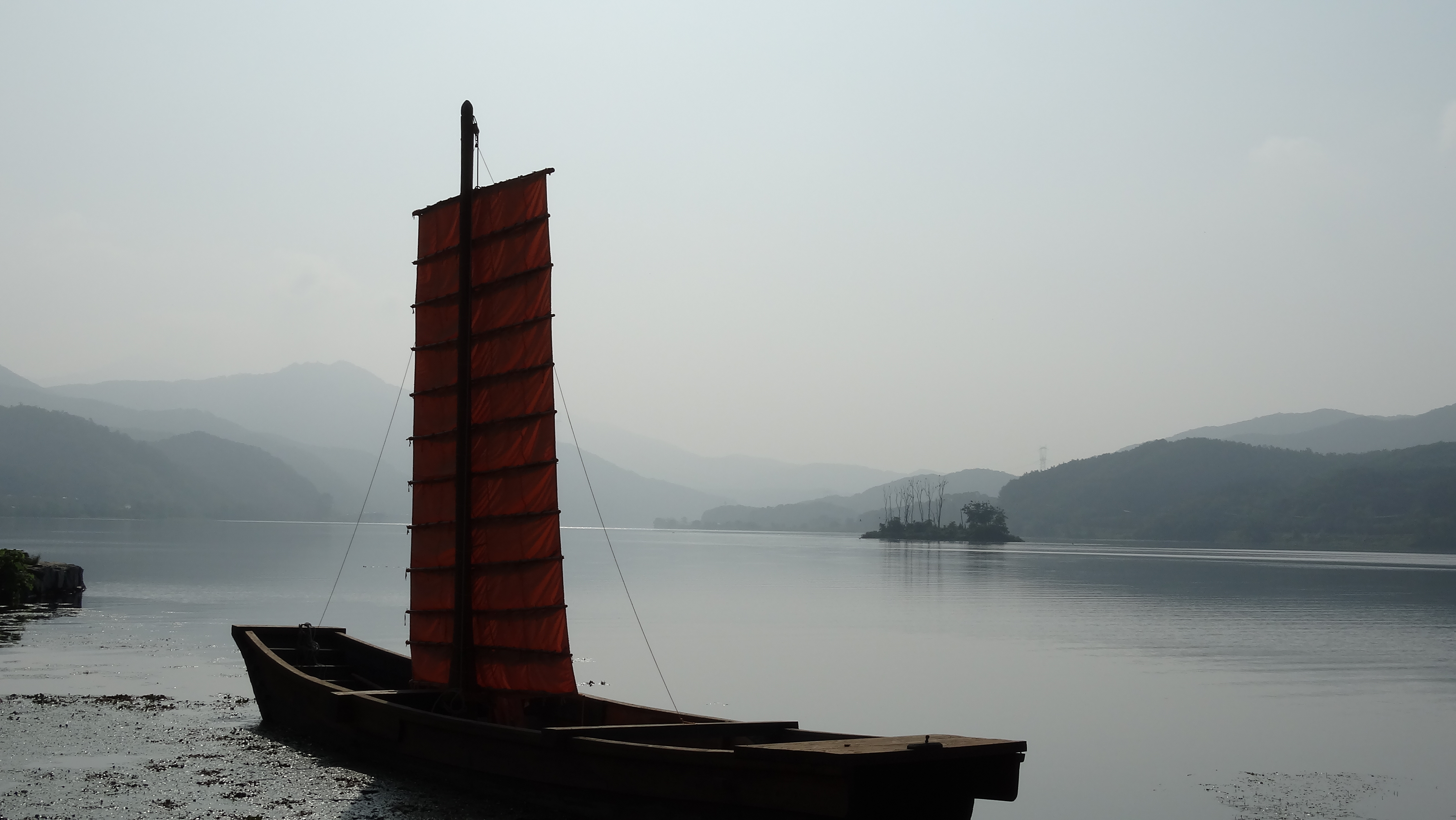
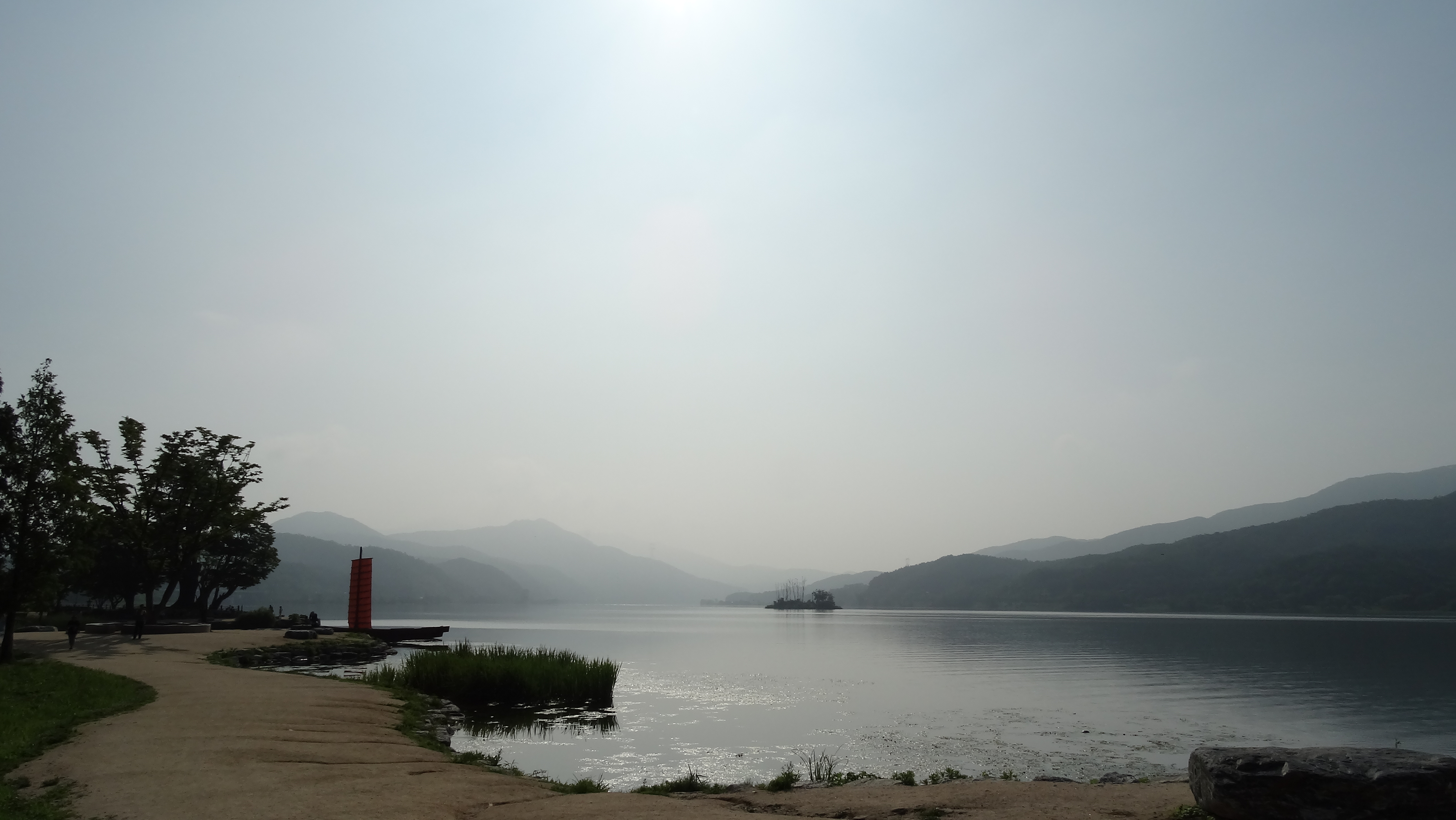
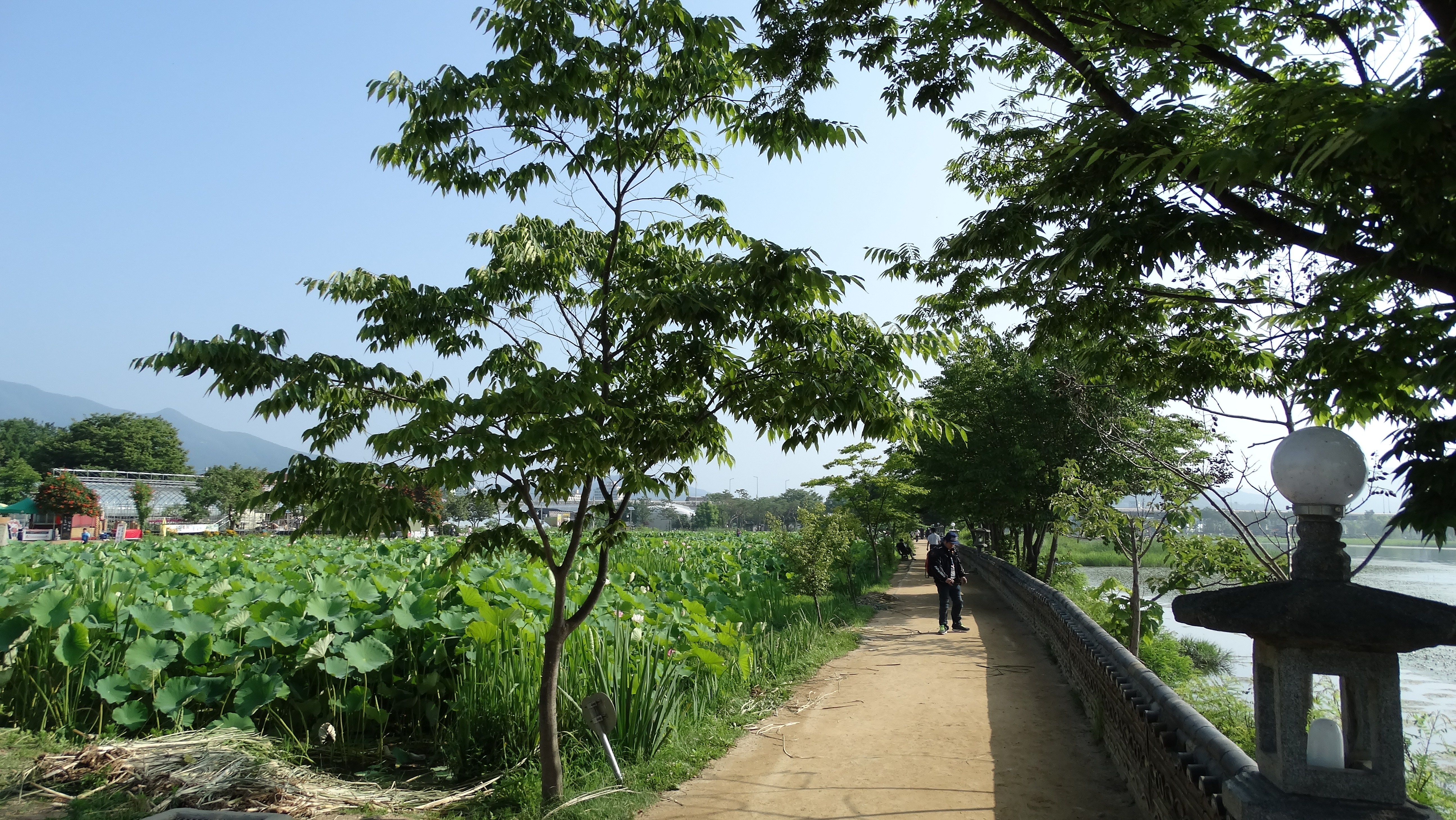
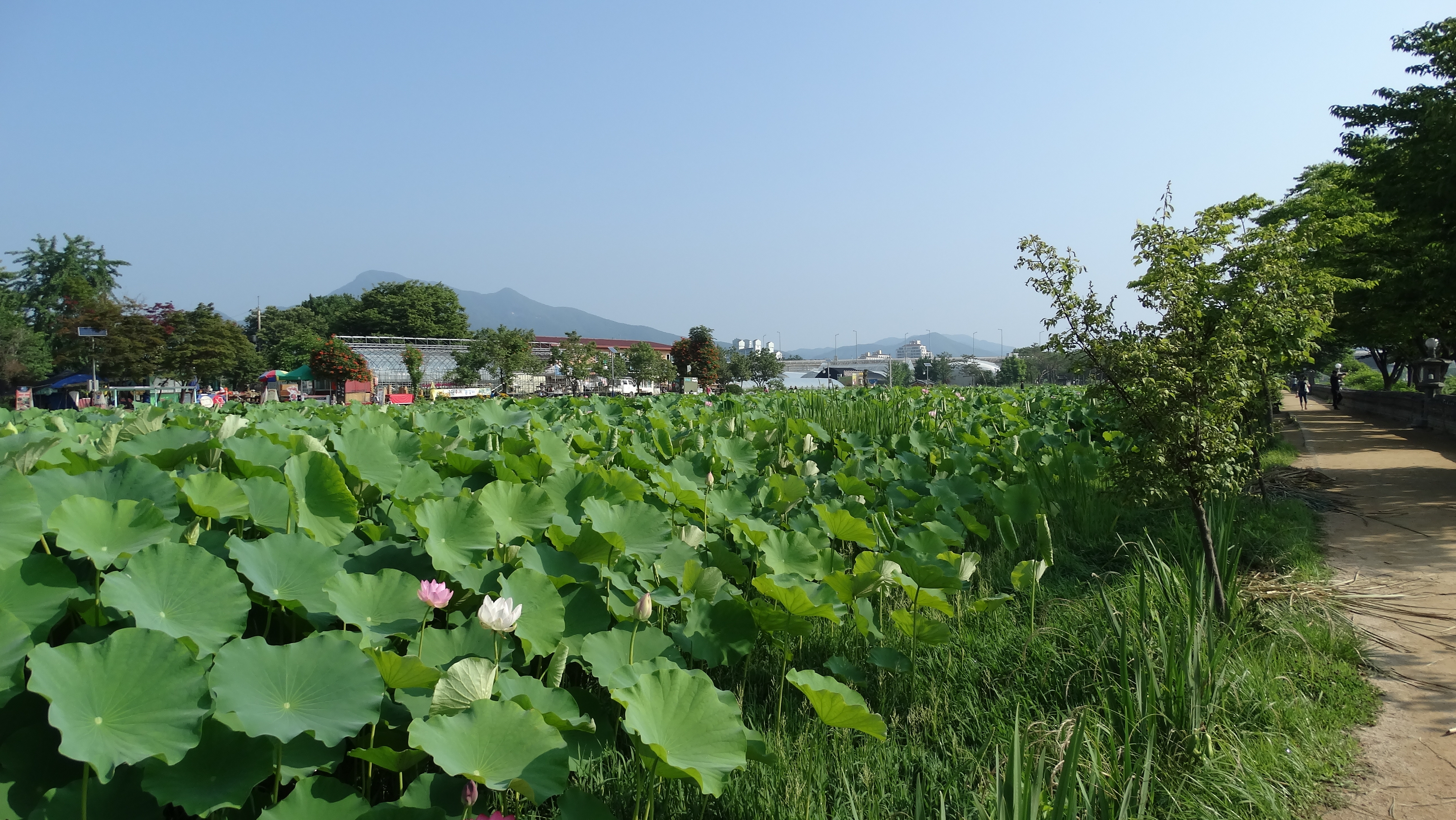
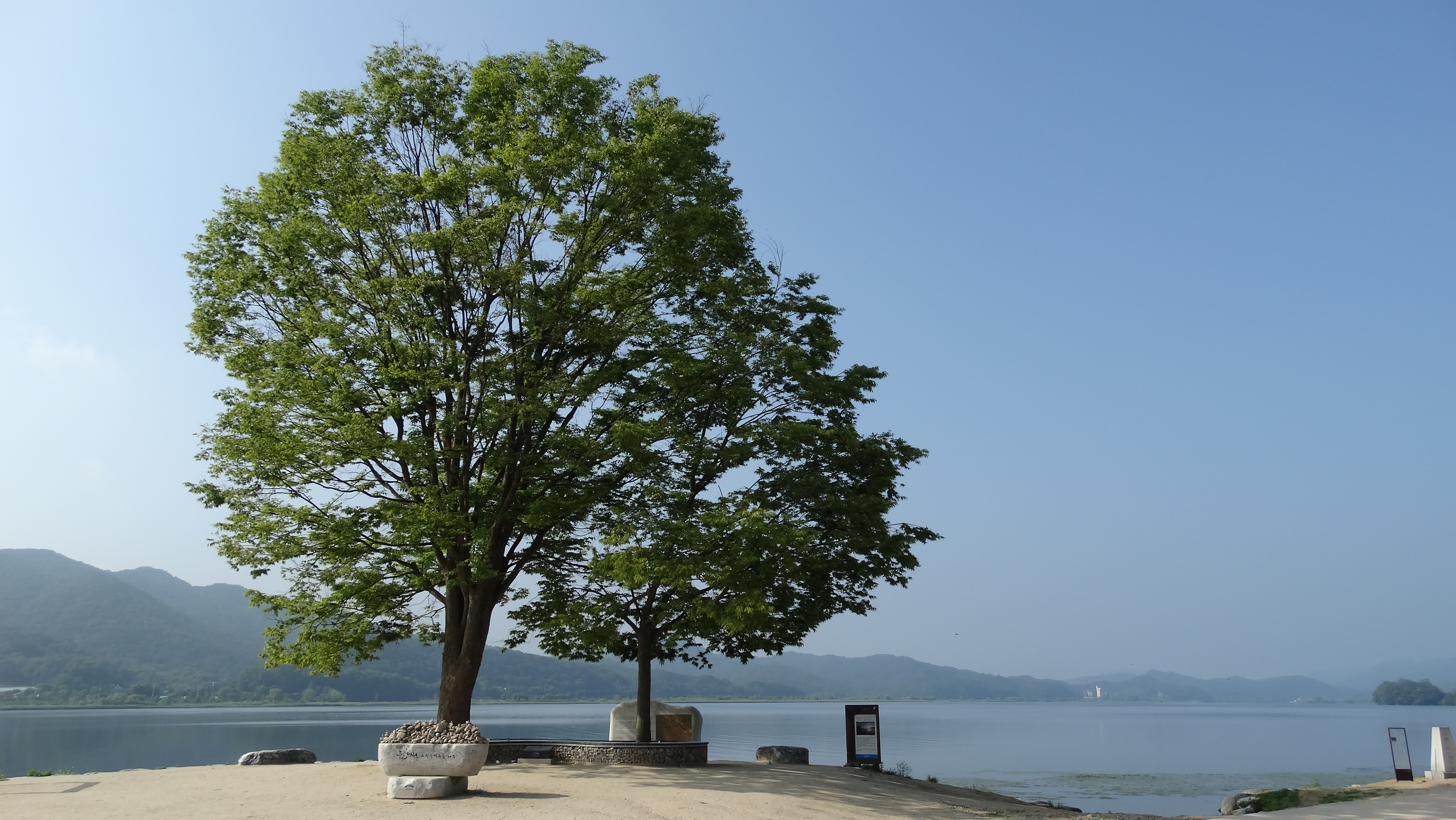
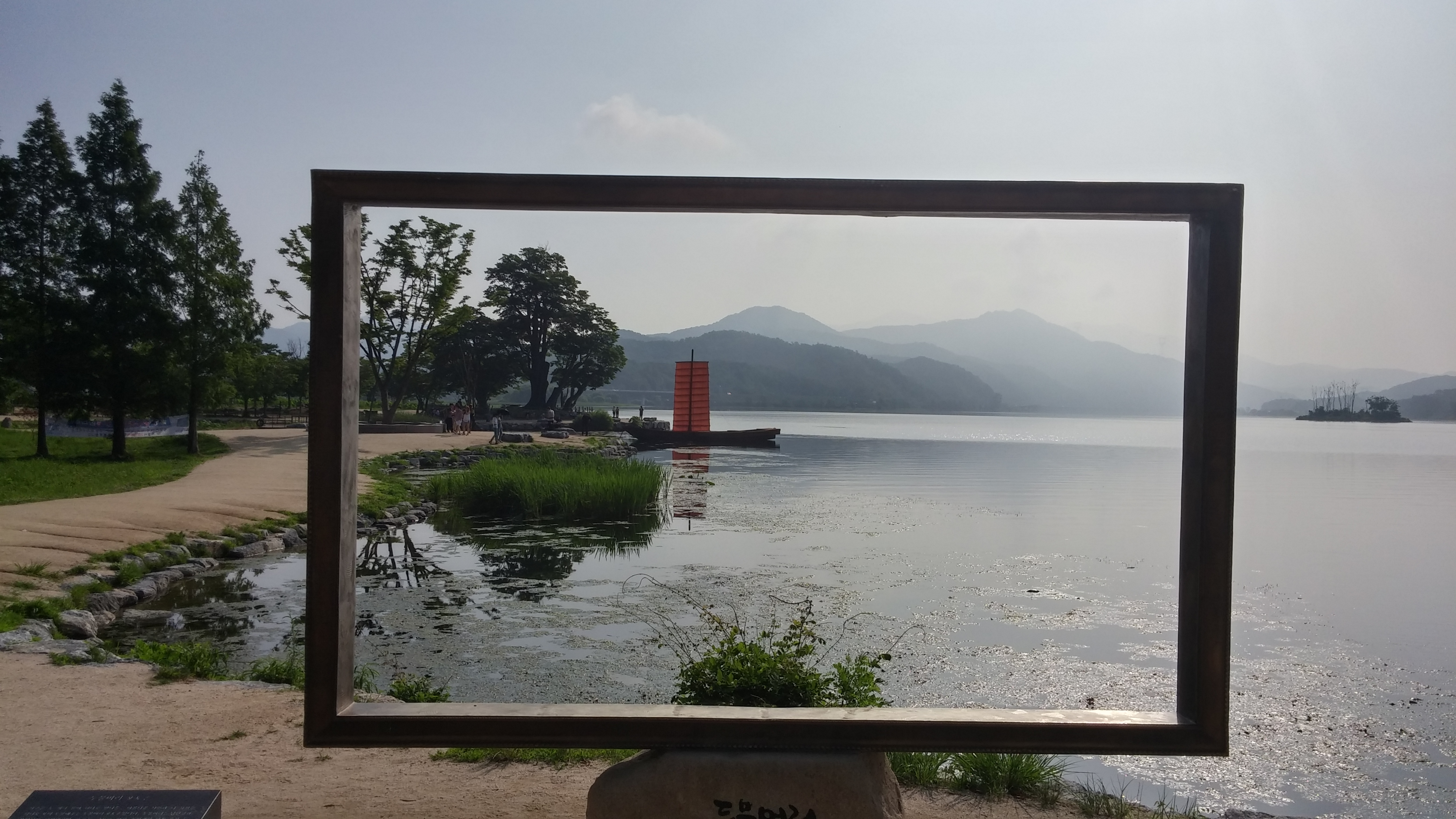
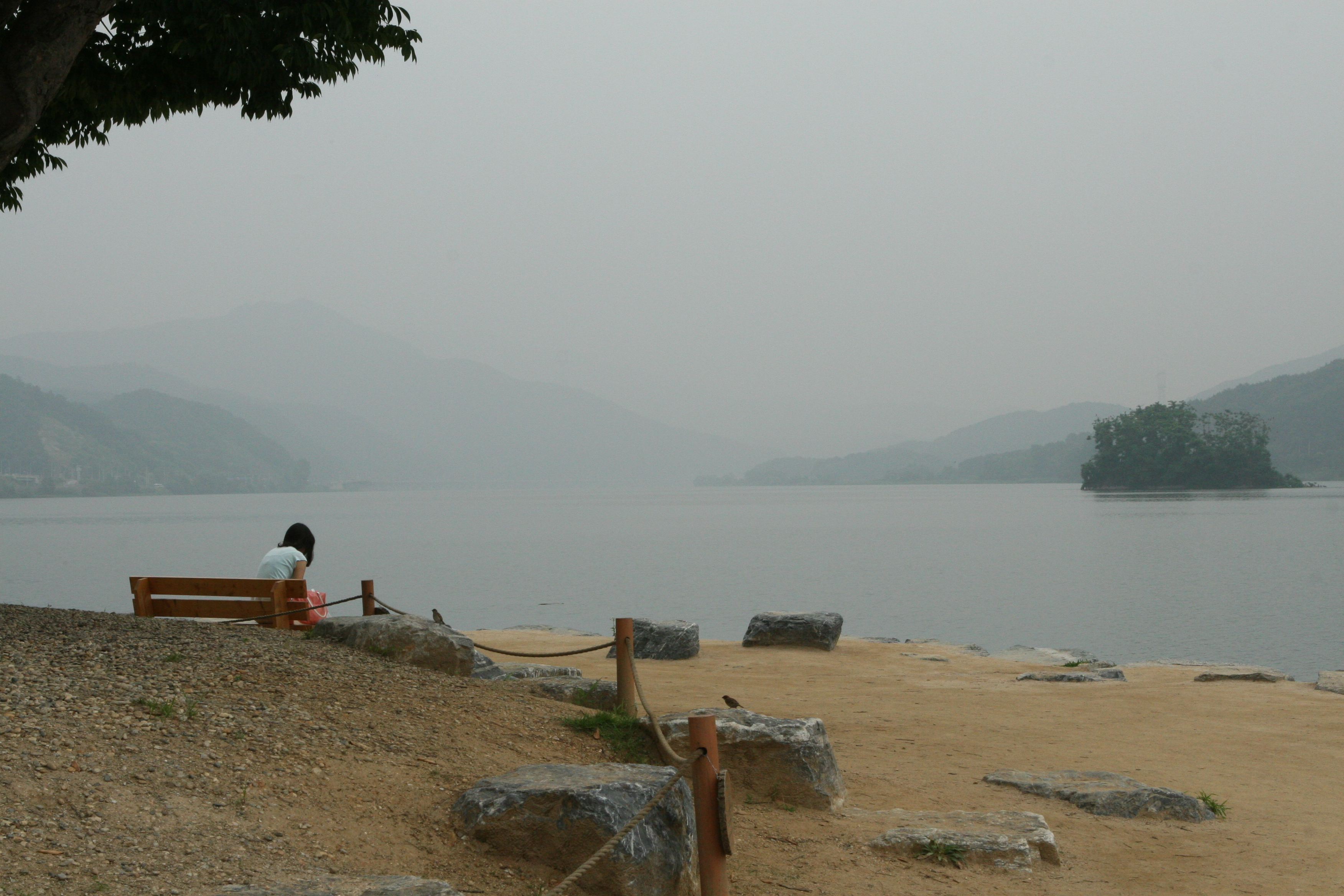

### 파노라마

## 같이 보기
- 두물머리 유기농지